# Fernando Errázuriz Aldunate
Fernando Errázuriz Aldunate, né le 1er juin 1777 à Santiago et mort le 16 août 1841 dans la même ville, est un homme d'État chilien, président provisoire du Chili du 8 mars au 18 septembre 1831.